# 樅 (松型駆逐艦)
樅（もみ）は、大日本帝国海軍の駆逐艦。松型（丁型）の9番艦である。日本海軍の艦名としては2代目（初代は二等駆逐艦「樅型」1番艦「樅」）。
太平洋戦争後半の1944年（昭和19年）9月7日に竣工し、訓練部隊の第十一水雷戦隊に編入された。
内海西部で訓練に従事、並行して輸送作戦に従事する空母の護衛をおこなった。
11月15日、新編の第52駆逐隊に所属。12月中旬、空母「雲龍」を護衛してフィリピンに向かう。マニラ進出後の12月下旬、松型2隻（樅、檜）はマニラと中国大陸沿岸部（カムラン湾、サンジャック）との間で輸送任務に従事する。1945年（昭和20年）1月5日午後、第52駆逐隊（檜、樅）はルソン島西岸リンガエン湾でアメリカ軍上陸船団と交戦したあと、「樅」は空襲を受けて撃沈された。

## 艦歴

### 建造
丁型一等駆逐艦第5489号艦として横須賀海軍工廠で建造された。
1944年（昭和19年）6月5日、「樅」と命名される。同日付で3隻（杉、槇、樅）は松型駆逐艦に類別された。6月10日、横須賀鎮守府籍。
7月22日、横須賀海軍工廠で艤装員事務所が事務を開始した。
8月4日、古川為夫大尉が艤装員長に、田中国雄大尉（当時、「瑞鶴」分隊長）は艤装員に任命される。
8月21日、艤装員事務所は撤去された。
9月4日、艤装員長は古川少佐から米井恒雄少佐に交代した。
竣工日は9月7日であるが、これは9月7日以前に予定されていた竣工引渡し日までに工事が終わらず、延期されたものである。
同日、米井は制式に「樅」駆逐艦長となった。

### 第十一水雷戦隊
就役と共に、9月7日付で訓練部隊の第十一水雷戦隊に編入される。9月下旬、瀬戸内海に回航される。戦隊旗艦「多摩」や姉妹艦と共に、訓練に従事した。
10月中旬、松型（樅、檜）は軽巡洋艦「木曾」と訓練をおこなう。横須賀鎮守府所属の「木曾」は射撃用レーダーの試験を実施していた。また今回の訓練で「木曾」には高松宮宣仁親王（海軍大佐、海軍砲術学校教頭）が電探訓練視察のため乗艦していた。10月14日、「木曾」のレーダー射撃実験において「樅」は標的曳航艦となった。
10月18日、十一水戦の軽巡「多摩」と駆逐艦「杉」は小沢機動部隊に編入され、高間司令官は旗艦を「檜」に変更した。10月25日、十一水戦は松型4隻（樅、梅、桃、榧）とともに、台湾の第二航空艦隊向け輸送作戦を行う空母2隻（海鷹、龍鳳）を護衛して佐世保を出撃する。10月27日に基隆に到着。輸送任務を終えた後は10月30日に基隆を出港して佐世保を経由し、11月2日に呉に帰投した。その後は、内海西部で訓練に従事した。

### 第52駆逐隊
11月15日、日本海軍は松型駆逐艦5隻（樅、桑、杉、樫、檜）で第52駆逐隊を編成した。第52駆逐隊司令には岩上次一大佐（当時第7駆逐隊司令）が補職された。11月25日付で第52駆逐隊は第五艦隊隷下の第三十一戦隊（司令官江戸兵太郎少将）に編入された。
同日、昭南に向かうヒ83船団を、空母「海鷹」と駆逐艦5隻（夕月、卯月、樅、檜、榧）および海防艦複数隻などで護衛して門司を出撃する。高雄到着後、第30駆逐隊はヒ83船団部隊と別れる。他艦は12月3日に高雄を出港して馬公経由で呉に帰投した。
12月中旬、第52駆逐隊（檜、樅）は駆逐艦「時雨」とともに、マニラ方面へ特攻兵器桜花と陸軍部隊を輸送する任務に就く空母「雲龍」を護衛することになった。12月17日、緊急輸送部隊4隻（雲龍、檜、樅、時雨）は呉を出撃する。12月19日夕刻、「雲龍」は東シナ海でアメリカ潜水艦「レッドフィッシュ (USS Redfish, SS-395) 」の攻撃を受け、沈没した。
「檜」の爆雷攻撃で「レッドフィッシュ」は損傷し、ハワイに帰投した。12月20日朝、舵故障を起こした「時雨」は佐世保へむかった。
内地へ帰投する「時雨」と別れた松型2隻（檜、樅）は、高雄に入港したあと12月22日に出港し、12月24日マニラに到着した。
同地には、新任の第三十一戦隊司令官鶴岡信道少将と司令部が進出していた。
同日夜、第三十一戦隊司令部は「樅」に将旗を掲げ、松型2隻（樅、檜）はマニラから中国大陸沿岸カムラン湾に移動した。12月27日、ベトナムのサンジャックに移動する。12月28日、「樅」と「樫」は第四航空戦隊の航空戦艦2隻（日向、伊勢）から燃料を補給した。12月29日、「樅」はサイゴンとサンジャックを往復した。12月30日、礼号作戦に参加した姉妹艦（杉、樫、榧）もサンジャックに到着した。同日、第三十一戦隊司令部は「樅」から「樫」に旗艦を変更した。
12月31日、第52駆逐隊（檜、樅）は特設給糧船「生田川丸」（元イタリア船カリテア、4,013トン）を護衛してサンジャックを出港した。
1945年（昭和20年）1月4日夜、3隻はマニラに到着した。
この時ルソン島西岸部にはリンガエン湾を目指すアメリカ艦隊と輸送船団が、幾度かの神風特別攻撃隊の攻撃に遭いながらも北上中だった。
1月5日、南西方面艦隊は、司令部をマニラからバギオに移した。南西方面艦隊司令部は1月3日に第43駆逐隊と第52駆逐隊を第二遊撃部隊（第五艦隊基幹）に編入していたが、1月5日午前11時20分に52駆（檜、樅）の西方避退を命じた。
52駆は第九三三航空隊の整備兵などを乗せた「生田川丸」を連れてマニラを出港、カムラン湾に撤退することになった。ところが同日16時15分、第52駆逐隊に連合軍上陸船団を攻撃するよう命じた。南西方面司令長官大川内傳七中将は礼号作戦の戦果に鑑み、第三十一戦隊の松型駆逐艦に対し、アメリカ軍輸送船団への殴りこみ攻撃を命令したのである。
「生田川丸」や病院船「第二氷川丸」（元オランダ病院船「オプテンノール」）などは、マニラを脱出して西方へむかう。一方の52駆（檜、樅）は、掃海を担当していたアメリカ軍（第77.6任務群）の背後に躍り出て第77.6任務群を驚かせた。第77.6任務群を護衛していたオーストラリア海軍スループ「ワレーゴ (HMAS Warrego, U73) 」とフリゲート「ガスコーニュ (HMAS Gascoyne, K354) 」、助太刀に来たアメリカ駆逐艦「ベニオン (USS Bennion, DD-662) 」と午後3時40分頃から交戦を開始するが、約一時間の砲戦で双方ともさしたる戦果も被害もなかった。戦闘中に南西方面部隊から突撃命令が出された。避退後間もなく、第77任務部隊の護衛空母から発進した艦上機の攻撃が始まる。17時過ぎ、直撃弾を受けた「檜」は航行不能になった。「樅」は舵を損傷した後の19時10分、航空魚雷が命中して沈没した。

3月10日、「樅」は除籍される。松型駆逐艦、第52駆逐隊から削除された。

## 歴代艦長
艤装員長
1. 古川為夫 少佐：1944年8月10日[20] - 1944年9月4日[23]
2. 米井恒雄 少佐：1944年9月4日[23] - 1944年9月7日[30]

駆逐艦長
1. 米井恒雄 少佐：1944年9月7日[30] - 1945年1月5日戦死[94]（戦死により海軍中佐へ昇進）[95]

### 注
1. ↑    - 10月下旬、空母2隻（海鷹、龍鳳）の台湾輸送[10]
  - 11月下旬の空母「海鷹」とヒ83船団護衛[11]。
2. ↑  米井は、重巡洋艦「加古」水雷長[24]として第一次ソロモン海戦に参加し[25]、同艦沈没より生還[26]、駆逐艦「栗」艦長[27]等を歴任した。6月2日まで松型1番艦「松」艤装員長であった[28]。
3. ↑  福井静夫著『日本駆逐艦物語』291頁の「日本海軍駆逐艦艦名一覧」では1944年（昭和19年）9月3日竣工と記述している[7]。
4. ↑  第十一水雷戦隊司令官は高間完少将。当時の旗艦は軽巡洋艦「多摩」[32][33]。
5. ↑  11月25日、第三十一戦隊旗艦の駆逐艦「霜月」が潜水艦「カヴァラ」に撃沈され[63]、司令官・江戸兵太郎少将は戦死した[64]。後任の鶴岡少将と新司令部は空路で内地からマニラに進出し、12月22日に到着した[65]。
6. ↑  1943年（昭和18年）9月9日のイタリアの無条件降伏の際、神戸港で自沈を図ろうとして阻止され日本側に拿捕される[72]。
7. ↑  司令長官大川内傳七中将、艦隊参謀長有馬馨少将など。大川内長官は、南西方面部隊指揮官を兼ねる。
8. ↑  直撃弾を受けて炎上した「檜」はマニラに撤退し、1月6日朝に入港した[89]。1月7日夜、「檜」はマニラを脱出してサンジャックに向かったが[90]、アメリカ軍水雷部隊（駆逐艦4隻）と遭遇して撃沈された[91]。